# Kampa (Praha)

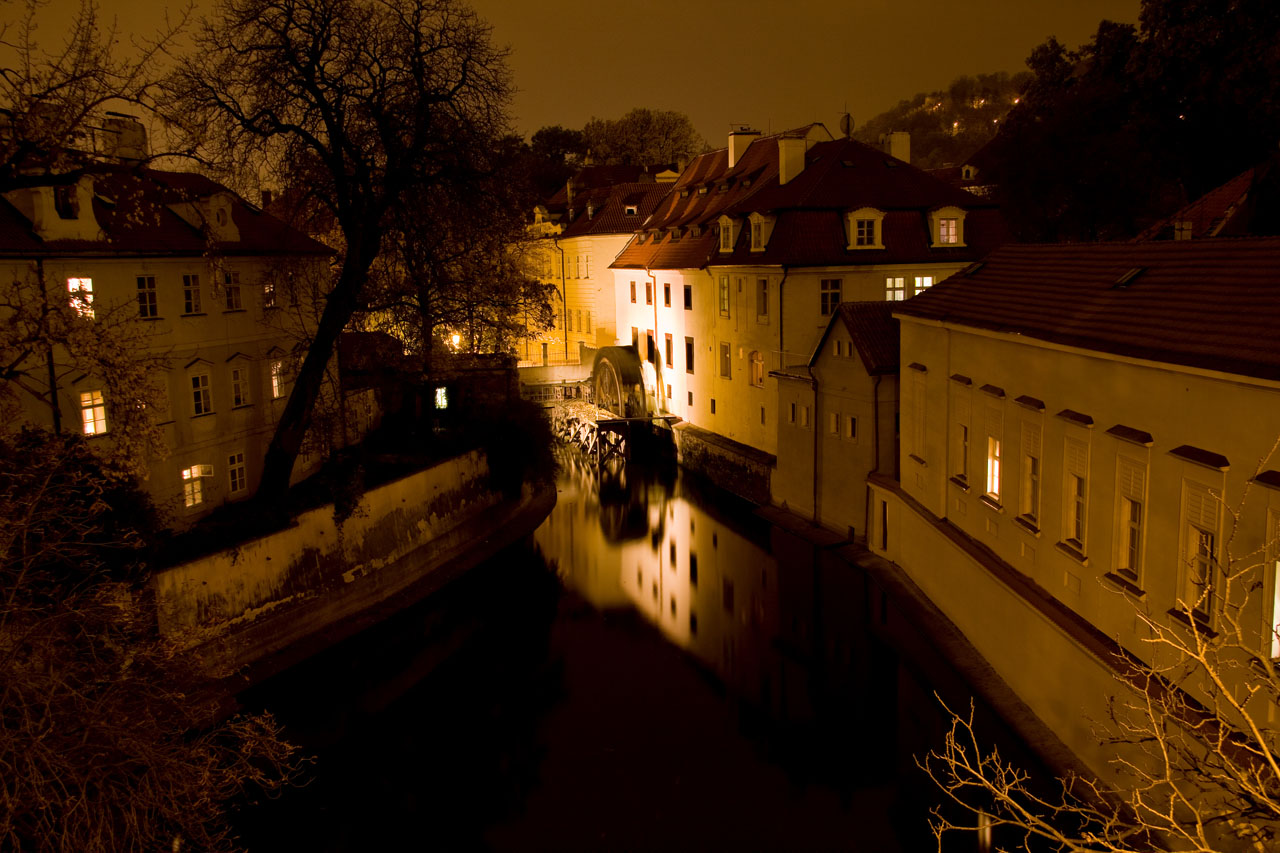
Kinh đào Čertovka vào ban đêm. Đảo Kampa nằm ở bên trái.

Kampa là một đảo, có diện tích 2,65 ha, nằm trên sông Vltava ở thủ đô Cộng hòa Séc Praha. Nó cách biệt ở phương Tây qua kênh nhân tạo Čertovka ( Teufelsbach ) với Phố nhỏ. Kampa được nhắc tới lần đầu tiên qua văn kiện vào năm 1169.
Kampa gồm có hai cảnh quan khác nhau. Phần phía nam của hòn đảo tạo thành Công viên Kampa, với những bãi cỏ xanh rộng và Bảo tàng Kampa, triển lãm nghệ thuật hiện đại ở Trung Âu. Phần phía bắc của đảo, tuy nhiên, được xây cất. Những ngôi nhà ở đây nằm ngay kênh đào Čertovka, đó là lý do tại sao hòn đảo, được cơ quan du lịch Praha, gọi là "Pražské Benatky" (Prague Venice).